# تاینادیل (ویرجینیا)
تاینادیل (به انگلیسی: Thynedale) یک منطقهٔ مسکونی در ایالات متحده آمریکا است که در شهرستان مکلنبرگ، ویرجینیا واقع شده‌است. تاینادیل ۱۹۷ نفر جمعیت دارد.